# نشان لیوونهوک
نشان لیوونهوک (هلندی: Leeuwenhoekmedaille) نشانِ افتخاری است که هر ۱۰ سال یکبار به دانشمندی که مهمترین مشارکت علمی را در زمینهٔ میکروب‌شناسی در دههٔ گذشته داشه، اهدا می‌شود.
این مدال افتخار در سال ۱۸۷۷ توسط «آکادمی سلطنتی علوم و هنر هلند» به افتخار میکروب‌شناس هلندی آنتونی فان لیوونهوک (پدر علم میکروب‌شناسی) بنیان نهاده شد. 
از سال ۲۰۱۵ میلادی، این جایزه توسط «انجمن سلطنتی میکروب‌شناسی هلند» اعطا می‌شود.

## برخی از برندگان مدال
- ۱۸۷۷ - کریستیان گتفرید ارنبرگ، آلمانی
- ۱۸۸۵ - فردیناند کن، آلمانی
- ۱۸۹۵ - لویی پاستور، فرانسوی
- ۱۹۰۵ مارتینوس بایرینک، هلندی
- ۱۹۱۵ دیوید بروس، بریتانیایی
- ۱۹۲۵ فلیکس درل، فرانسوی-کانادایی
- ۱۹۳۵ سرگئی وینوگرادسکی، روسی (اوکراینی)
- ۱۹۵۰ سلمان واکسمن، آمریکایی
- ۱۹۶۰ آندره لووف، فرانسوی
- ۱۹۷۰ سی. بی. فان نیل، آمریکایی
- ۱۹۸۱ راجر استنیر، کانادایی
- ۱۹۹۲ کارل ووز، آمریکایی
- ۲۰۰۳ کارل اشتتر، آلمانی
- ۲۰۱۵ کریگ ونتر، آمریکایی